# Hans von Opel
Johann Jakob „Hans“ Opel (ab 1918 von Opel; * 27. Juli 1899 in Rüsselsheim; † 25. Juni 1948 in Liestal) war ein deutscher Industrieller aus der Familie Opel.
Johann Jakob von Opel war Enkel des Automobilbauers Adam Opel und Sohn von Carl Opel und Helene Wilhelmine Mouson. Als sein Vater Carl am 1. März 1918 in den erblichen Adelsstand erhoben wurde, waren damit auch seine Nachkommen nobilitiert und berechtigt, das von im Namen zu führen.
Hans von Opel und Salomon Meyer waren die Gründer der Hansa Finanzierungsgesellschaft für Automobilhandelsfirmen, die sich im Laufe der Zeit zu einer bedeutenden deutschen Beteiligungs- und Finanzgesellschaft entwickelte. Seine Frau war Sophie von Opel-Hübscher (1902–1989). Nach dem frühen Tod ihres ersten Mannes heiratete sie Karl Binding, aus der gleichnamigen traditionsreichen Brauereifamilie. Hans von Opel hinterließ seiner Gattin ein beachtliches Vermögen, das später die Grundlage der Sophie und Karl Binding Stiftung bildete.
Hans von Opel war Mitglied und Ehrenbursche des Corps Franconia Darmstadt. Er ist bestattet im Opel-Mausoleum in Rüsselsheim am Main.